# Касімча (комуна)
Касімча (рум. Casimcea) — комуна у повіті Тулча в Румунії. До складу комуни входять такі села (дані про населення за 2002 рік):
- Касімча (1564 особи) — адміністративний центр комуни
- Коруджа (525 осіб)
- Рахман (375 осіб)
- Резбоєнь (821 особа)
- Стинка
- Хайдар (19 осіб)
- Чишмяуа-Ноуе (81 особа)

Комуна розташована на відстані 183 км на схід від Бухареста, 61 км на південний захід від Тулчі, 63 км на північ від Констанци, 83 км на південь від Галаца.

## Населення
За даними перепису населення 2002 року у комуні проживали 3385 осіб.
Національний склад населення комуни:
| Національність   | Кількість осіб | Відсоток |
| ---------------- | -------------- | -------- |
| румуни           | 3260           | 96,3%    |
| турки            | 64             | 1,9%     |
| цигани           | 57             | 1,7%     |
| росіяни-липовани | 1              | < 0,1%   |
| татари           | 1              | < 0,1%   |
| болгари          | 1              | < 0,1%   |

Рідною мовою назвали:
| Мова      | Кількість осіб | Відсоток |
| --------- | -------------- | -------- |
| румунська | 3282           | 97,0%    |
| турецька  | 67             | 2,0%     |
| циганська | 23             | 0,7%     |
| татарська | 12             | 0,4%     |

Склад населення комуни за віросповіданням:
| Релігія       | Кількість осіб | Відсоток |
| ------------- | -------------- | -------- |
| православні   | 3226           | 95,3%    |
| мусульмани    | 103            | 3,0%     |
| п'ятдесятники | 53             | 1,6%     |
| адвентисти    | 3              | 0,1%     |